# The Stupids
The Stupids is een Amerikaanse komedie uit 1996 geregisseerd door John Landis. De film is gebaseerd op de boekenserie van James Marshall en Harry Allard.

## Plot
De familie Stupid ontdekt terwijl ze op zoek gaan naar hun gestolen afval per ongeluk een illegale wapendeal.

## Ontvangst
De recensies voor de film waren heel erg slecht en de film wist slechts 2 miljoen dollar van zijn budget van 25 miljoen dollar terug te krijgen. De film was genomineerd voor vier Razzies en won de prijs voor slechtste acteur.

## Rolverdeling
| Acteur          | Personage           |
| --------------- | ------------------- |
| Tom Arnold      | Stanley Stupid      |
| Jessica Lundy   | Joan Stupid         |
| Bug Hall        | Buster Stupid       |
| Alex McKenna    | Petunia Stupid      |
| Mark Metcalf    | Colonel Neidermeyer |
| Bob Keeshan     | Charles Sender      |
| Christopher Lee | Evil Sender         |